# Benjamin Bourigeaud
Benjamin Bourigeaud (ur. 14 stycznia 1994 w Calais) – francuski piłkarz występujący na pozycji pomocnika we francuskim klubie Stade Rennais.

## Kariera klubowa
Profesjonalną karierę Bourigeaud rozpoczął w klubie RC Lens, w którym występował do końca sezonu 2016/17. W 2017 przeszedł do Stade Rennais.
| Sezon   | Klub          | Kraj    | Rozgrywki | Mecze | Bramki | Rozgrywki Europy | Mecze | Bramki |
| ------- | ------------- | ------- | --------- | ----- | ------ | ---------------- | ----- | ------ |
| 2013/14 | RC Lens       | Francja | Ligue 2   | 16    | 0      | -                | -     | -      |
| 2014/15 | RC Lens       | Francja | Ligue 1   | 20    | 2      | -                | -     | -      |
| 2015/16 | RC Lens       | Francja | Ligue 2   | 30    | 4      | -                | -     | -      |
| 2016/17 | RC Lens       | Francja | Ligue 2   | 35    | 3      | -                | -     | -      |
| 2017/18 | Stade Rennais | Francja | Ligue 1   | 0     | 0      | -                | -     | -      |

Stan na: 21 lipca 2017 r.